# Юный техник
Юный техник (укр. юний технік) — радянський і російський щомісячний дитячо-юнацький журнал про науці і техніці.
Заснований в Москві в 1956 році як ілюстрований науково-технічний журнал ЦК ВЛКСМ і Центральної ради Всесоюзної піонерської організації ім. В. І. Леніна для піонерів і школярів.
У популярному вигляді доносить до читача (у першу чергу школяра) досягнення вітчизняної та зарубіжної науки, техніки, виробництва. Спонукає до науково-технічної творчості, сприяє професійній орієнтації школярів. Регулярно публікує твори відомих письменників-фантастів — Кіра Буличова, Роберта Сілверберга, Іллі Варшавського, Артура Кларка, Філіпа К. Діка, Леоніда Кудрявцева та інших.

## Постійні розділи
- Інформація
- У сороки на хвості
- Вести з п'яти материків
- Патентне бюро
- Наш дім
- Колекція «ЮТ»
- Наукові забави
- Заочна школа радіоелектроніки
- Читацький клуб

### Рубрики
- «По ту сторону фокуса». Вів 1976-1992 роках Еміль Еміль Кіо.

## Додатки
- «Лівша». Носить цю назву з 1991 року. У якості додатку до журналу в 1957—1971 випускалася «Бібліотечка для умілих рук» (24 випуски на рік); з 1972 виходив «ЮТЬ для умілих рук» (12 номерів на рік).
- «А почему?». Для дошкільнят і молодших школярів. Видається з 1992 року (12 номерів на рік).

## Нагороди
- Лауреат журналістського конкурсу «Золотий гонг» (2004)[1]
- Лауреат конкурсу на краще науково-популярне видання року «Кентавр» (2005)[2]